# زهرة الأهوار البرتقالية
زهرة الأهوار البرتقالية (الاسم العلمي:Nymphoides aurantiaca) هي نوع من النباتات تتبع جنس زهرة الأهوار من الفصيلة الإطريفلية.